# Tmesisternus postfasciatus
Tmesisternus postfasciatus är en skalbaggsart. Tmesisternus postfasciatus ingår i släktet Tmesisternus och familjen långhorningar.

## Underarter
Arten delas in i följande underarter:
- T. p. postfasciatus
- T. p. postmaculatus